# Cleora neomenia
Cleora neomenia är en fjärilsart som beskrevs av Louis Beethoven Prout 1932. Cleora neomenia ingår i släktet Cleora och familjen mätare. Inga underarter finns listade i Catalogue of Life.